# Protomicroplitis erro
Protomicroplitis erro är en stekelart som beskrevs av Nixon 1965. Protomicroplitis erro ingår i släktet Protomicroplitis och familjen bracksteklar. Inga underarter finns listade i Catalogue of Life.